# Estación de La Plata

Plano de la Línea 1

La Plata es una estación de la Línea 1 del Metro de Sevilla situada junto al polideportivo Rochelambert. 
Al ser una de las estaciones construidas durante el primer proyecto de Metro en los años 70, posee cuatro bocas de acceso, dos en la acera de los números pares y otras dos en la de los impares, pero finalmente con el nuevo proyecto tan solo se ha abierto una de ellas, otra será usada como salida de emergencia y las otras dos permanecerán cerradas al exterior.
Cuenta con andenes laterales, ascensor para personas con movilidad reducida, escaleras mecánicas, venta de billetes automática y sistema de evacuación de emergencia. Los andenes de esta estación son de 80 metros pero solo utilizables los 65 primeros debido a un desnivel en la zona de vías.
La estación de La Plata, al igual que todas las construidas durante esa época, cuenta con una distribución espacial y diseño similares a las estaciones de los metros de Madrid y Barcelona.

## Accesos
- Ascensor Av. de los Gavilanes, 66.(Frente calle Virgen de la Saleta).
- Los Gavilanes Av. de los Gavilanes, 21 (Esquina calle Virgen de la Saleta).
- Av. de los Gavilanes, s/n. (Esquina calle Puerto de Piedrafita).

## Líneas y correspondencias

### Servicios de Metro
| << cabecera | < estación | línea | estación > | cabecera >>       |
| ----------- | ---------- | ----- | ---------- | ----------------- |
| Ciudad Expo | Amate      |       | Cocheras   | Olivar de Quintos |

## Conexiones

### Autobuses urbanos
| N.º de parada | LÍNEA | Trayecto                           | Zona        |
| ------------- | ----- | ---------------------------------- | ----------- |
| 840           | 25    | Prado San Sebastián > Rochelambert | Radial este |

- Carril bici y estaciones de bicicletas públicas.

## Otros datos de interés
- Próxima al pabellón deportivo de Rochelambert.